# Planococcoides mumensis
Planococcoides mumensis är en insektsart som först beskrevs av Tang 1977.  Planococcoides mumensis ingår i släktet Planococcoides och familjen ullsköldlöss. Inga underarter finns listade i Catalogue of Life.